# Stryphnodendron pulcherrimum
Stryphnodendron pulcherrimum är en ärtväxtart som först beskrevs av Carl Ludwig von Willdenow, och fick sitt nu gällande namn av Bénédict Pierre Georges Hochreutiner. Stryphnodendron pulcherrimum ingår i släktet Stryphnodendron och familjen ärtväxter. Inga underarter finns listade i Catalogue of Life.